# Archon (zoologia)
Archon Hübner, 1822, è un genere di Lepidotteri appartenente alla famiglia Papilionidae.
Le specie appartenenti a questo taxon appaiono molto simili tra loro, tanto che è stato possibile distinguerle solo dopo gli anni ottanta, sia grazie a minuziosi studi sulle fasi di sviluppo e sulla morfologia dei genitali, sia utilizzando raffinate analisi genetiche. Lo "status" di specie distinte sembra tuttavia essere confermato dal fatto che, laddove coesistono nello stesso areale, presentano il fenomeno della intersterilità.

## Alimentazione
Le larve del genere Archon si alimentano su piante del genere Aristolochia (fam. Aristolochiaceae)

## Distribuzione e habitat
Gli areali delle specie ascritte a questo genere sono compresi tra la Bulgaria e l'Iran.

## Tassonomia
Questo taxon comprende tre specie:
- Archon apollinaris Staudinger, 1892
- Archon apollinus Herbst, 1789
- Archon bostanchii Freina & Naderi, 2003